# Centre européen de prévention et de contrôle des maladies
Le Centre européen de prévention et de contrôle des maladies, en anglais : European Centre for Disease Prevention and Control (ECDC), est une agence de l'Union européenne établie en 2005, dont la mission est le renforcement des défenses de l'Europe contre les maladies infectieuses. Le centre est basé à Stockholm, en Suède.
Dans l'union européenne, dotée de 24 langues officielles, l'agence est connue sous la dénomination ECDC.
L'objectif de l'agence est d’identifier et d’évaluer la menace que constituent les maladies infectieuses pour la santé humaine, puis de communiquer sur ce sujet. Pour mener à bien cette mission, l’ECDC travaille en partenariat avec les différents organismes de protection de la santé européens afin de mettre sur pied et de renforcer des systèmes de surveillance et d’alerte précoce sur les infections.

## Histoire
La coopération dans le domaine de la santé publique s'inscrit dans le contexte d’une collaboration européenne accrue, synonyme d’intégration économique toujours renforcée et de frontières de plus en plus ouvertes. Si les experts européens de santé publique avaient envisagé pendant un certain nombre d’années de créer un centre européen de prévention et de contrôle des maladies, l’épidémie de SRAS en 2003 et sa rapide diffusion à l’échelle internationale a confirmé la nécessité de créer rapidement une institution dédiée à la coopération européenne en matière de santé publique. 
L'ECDC a ainsi été créé en un temps record pour une agence européenne : dès juillet 2003, la Commission européenne présenta un projet de législation qui déboucha sur une régulation fondatrice, adoptée au printemps 2004. Le centre débuta ses activités au printemps 2005 alors qu'un nouveau risque – la grippe aviaire H5N1 – arrivait dans le voisinage de l’UE. La crainte que le virus puisse s’adapter ou muter et déclencher une nouvelle pandémie de grippe humaine confirma l’adéquation de la mission du centre.
En effet, la collaboration avec les experts issus de différents horizons permet à l'ECDC de concentrer en son sein l’ensemble des connaissances européennes en matière de santé, et ainsi d’émettre des avis scientifiques et des recommandations concernant les risques liés aux maladies infectieuses actuelles et émergentes. L’ECDC participe également aux actions d’information et de communication de l’Union européenne sur les maladies infectieuses via ses systèmes de surveillance, ses publications et sa coopération avec les autorités de santé de toute l’Europe.
En 2019, l'institution s'est transformée pour s'adapter au nouveau parlement européen, à la nouvelle commission européenne et aux préparatifs du Brexit.

## Structure
La structure du centre repose sur des fonctions clés et comprend quatre unités techniques (Conseil scientifique, Surveillance, Préparation et Réponse et, enfin, Communication), soutenues par une unité administrative. Le Cabinet du Directeur est responsable de la coordination générale et des relations externes. Des programmes transversaux aux quatre unités techniques gèrent les activités spécifiques sur les maladies. 
Les programmes sont:
- Résistance aux antibiotiques et infections nosocomiales
- Maladies infectieuses émergentes & transmission vectorielle
- Maladies d'origine alimentaire et hydrique & Zoonoses
- Maladies sexuellement transmissibles (MST)
- Infections des voies respiratoires (Grippe)
- Tuberculose
- Maladies à prévention vaccinale

## Publications
L'ECDC publie des rapports scientifiques et techniques sur des thèmes variés liés à la prévention et au contrôle des maladies infectieuses, incluant des rapports de réunions clés techniques et scientifiques. L'ECDC a publié son premier rapport épidémiologique annuel sur les maladies infectieuses en Europe en juin 2007.  
Ce rapport contient un volume considérable de données épidémiologiques sur 49 maladies infectieuses (ainsi que sur les infections liées aux soins et les résistances aux antibiotiques). Ces données – se rapportant à l’année 2005 – ont été collectées dans les 25 États membres de l’Union européenne ainsi que la Norvège et l’Islande. Des données de différentes sources ont été combinées pour produire des tableaux par pays ou maladies qui ont ensuite été soumis aux États membres pour validation. Ce n’est qu’après que ces données aient été approuvées que le rapport a été rédigé. Un deuxième exercice de validation a ensuite été conduit avec tous les États contributeurs pour s’assurer que l’interprétation des données dans le rapport était aussi exacte que possible. Malgré des problèmes notables de comparabilité des données, un certain nombre de conclusions sur l’épidémiologie des maladies infectieuses en Europe a cependant pu être tiré. 

### Eurosurveillance
Revue scientifique européenne de pointe consacrée à l’épidémiologie, la surveillance, la prévention et le contrôle des maladies infectieuses, Eurosurveillance est publiée par l'ECDC depuis mars 2007. De nouveaux numéros sont disponibles gratuitement en ligne à l’adresse www.eurosurveillance.org chaque jeudi.

## Rôle de l'ECDC pour 2007–2013
La phase de démarrage de l'ECDC est maintenant terminée et une nouvelle étape commence en 2008. Depuis sa création en mai 2005, l'ECDC a posé de solides bases en termes d’organisation, de personnel et d’activités et peut maintenant se concentrer entièrement sur ses tâches scientifiques.

## États membres
Le centre européen de prévention et de contrôle des maladies est une agence de l'Union européenne — de ses États membres — et est aussi ouverte à la participation des pays qui ont conclu avec la Communauté des accords d’équivalence à la législation européenne.
Le réseau de l'ECDC compte les membres suivants :
Les 27 États membres de l’UE :
Allemagne, Autriche, Belgique, Bulgarie, Chypre, Croatie, Danemark, Espagne, Estonie, Finlande, France, Grèce, Hongrie, Irlande, Italie, Lettonie, Lituanie, Luxembourg, Malte, Pays-Bas, Pologne, Portugal, République tchèque, Roumanie, Slovaquie, Slovénie, Suède.
Le Royaume-Uni n'est plus un état membre de l'UE (voir plus bas).
Les États membres de l’EEE/AELE :
Islande, Liechtenstein, Norvège.
Royaume-Uni
Depuis le Brexit en 2020, le Royaume-Uni n'est plus un état membre de l'UE, il bénéficie d'un accord transitoire jusqu'au 31 janvier 2020, ce qui lui permet de participer à des réunions Covid-19, et d'être décompté dans les décomptes Covid-19 au niveau UE/EEE+RU.

### Cas britannique
Sous l'influence du Brexit, les relations entre le RU et l'ECDC restent à négocier.

## Budget
L'ECDC dispose d’une équipe d’environ 300 personnes et d’un budget de 58 millions d’euros en 2016.

## Compléments